# Conseil souverain de Roussillon

Carte des Parlements et des conseils souverains en 1789

Le conseil souverain de Roussillon est une juridiction française d'Ancien Régime créée le 18 juin 1660 par l'édit de Saint-Jean-de-Luz. Louis XIV y voyait le moyen de consolider l'annexion du Roussillon, officialisée par le Traité des Pyrénées de 1659. Il fut donc à l'origine un instrument efficace de répression des complots jugés hostiles à la France telle la Conspiration de Villefranche en 1674, ou la révolte des Angelets, ces "derniers défenseurs des libertés  provinciales" selon l'expression de Mgr Jules de Carsalade du Pont.

## Origine et premières magistratures
Le 10 juillet 1660, l'évêque d'Orange, Hyacinthe Serroni, sur ordre du cardinal Mazarin, est chargé d'installer les magistrats du Conseil souverain du Roussillon.
Au préalable il lui incombe de communiquer l'édit qui porte dissolution des anciennes juridictions et notamment du Conseil Royal (établi par la France en Roussillon en 1642).  
Sont donc convoqués à cet effet: 
1° les trois membres du tribunal de la gobernacio, 2° le procureur royal, 3° les membres de la Cour du Domaine, 4° le Grand Trésorier; 5° le régent de la chancellerie, sans oublier les six membres de l'Audience Royale de Barcelone qui étaient restés en France. 
À défaut d'une Liste des magistrats du Conseil Souverain du Roussillon, les premières magistratures peuvent s'établir comme suit: 
- L'ancien régent de la chancellerie, Joseph Fontanella († 1680), fils d'un jurisconsulte de Barcelone (Joan Pere Fontanella), nommé en qualité de président de cette nouvelle juridiction.
- Charles Macqueron († 1669) qui doit remplir cumulativement les fonctions d'Intendant de Province et celle de procureur général. Ses deux successeurs seront  Étienne Carlier et Germain Michel Camus de Beaulieu lesquels réunirent aussi leur charge à celle d'Intendant (voir la Liste des intendants de la Généralité de Perpignan). À la mort de ce dernier en 1704 la  charge de procureur général est confiée à Jean Desprès. . 
- Marti de Villadomar, nommé en qualité d'avocat général en 1660 est secondé deux mois après dans ces fonctions par le catalan Raymond de Trobat († 1699). Ce dernier devient en 1680 président du Conseil Souverain et Intendant de la province du Roussillon. 
-  François de Sagarre († 1688), un autre catalan rallié à la France, est également désigné le 3 novembre 1660 comme premier président à mortier.
-  Philippe de Copons († 1686)  se voit attribuer une place de conseiller. Il en devient ensuite président à mortier. Son fils aîné François de Copons sera avocat général au dit Conseil Souverain. 

## Composition et frais de fonctionnement
Le personnel du Conseil Souverain du Roussillon a subi diverses variations dans le temps.
À la fin du XVIIIe siècle, il comprend un premier président, deux présidents à mortier, dix conseillers, un procureur général, deux avocats généraux, un greffier en chef.
Le procureur général avait le droit de s'adjoindre deux substituts qui étaient choisis et nommés directement par lui.
Le cumul de fonctions existait sans limites.
Ainsi l'avocat et professeur de droit, Joseph Jaume (1731-1809) ajoutait-il à ses fonctions celle de substitut et même de secrétaire de la chancellerie du Conseil Souverain du Roussillon. Sans oublier celle de procureur du Roi au siège de la maréchaussée et de la capitainerie générale de la province. 
Intervenaient occasionnellement des conseillers surnuméraires et des juges honoraires venus d'autres juridictions.
La vénalité des offices n'existait pas en Roussillon. Tous les magistrats étaient nommés par le Roi et payés, au moins en partie, sur les fonds du Trésor public.  Le Roi rejeta d'ailleurs en 1695 et 1700 les propositions faites pour ériger en charges vénales les offices du Conseil Souverain ainsi que ceux des juridictions secondaires. Comme l'observait M. Jacomet (op.cit), le Roi espérait ainsi "pouvoir exercer sur tous les magistrats une plus grande action au point de vue de l'influence française ou de ses visées personnelles".
D'abord modiques les gages furent sensiblement relevés après la réforme du chancelier René Nicolas de Maupeou. Le premier président touchait 12 000 livres et était logé aux frais de la province et percevait une indemnité pour ses écuries; les présidents à mortier 6 000 livres; les conseillers et avocats généraux 2 500 livres; les substituts 1 000 livres. Ces gages payés par le receveur général de la province furent assujettis à l'impôt des dixièmes et de la capitation. 
Outre les magistrats et le greffe, un premier huissier et quatre alguazils hérités des anciennes institutions catalanes officiaient également au sein de cette imposante juridiction.
Un conseiller commissaire nommé par délibération de la Cour quittançait les frais de fonctionnement sur état dressé semestriellement.
La chancellerie du conseil comprenait un garde sceaux, un chauffe-cire et plusieurs secrétaires chargés de délivrer expédition des brevets, commissions, provisions, lettres-royaux ou d'attaches sur bulles.
Les dépenses du Conseil Souverain du Roussillon atteignaient la somme globale de 90 742 livres pour l'exercice de 1784.

## Siège de la juridiction et Compétence
Le Conseil Souverain siégeait à l'une des extrémités de la place la loge dans un vieux palais bâti vers 1448. Il avait servi de siège à la délégation en Roussillon de la Diputacio del General de Catalunya jusqu'à l'occupation de la province par les Français.
Le ressort de ce tribunal comprenait la viguerie du Roussillon et Vallespir, la viguerie de Conflent et Capcir, et la viguerie de Cerdagne.
Aux termes de l'édit de création le Conseil Souverain avait à connaître de toutes les affaires relevant "du conseil royal et tout juger souverainement et en dernier ressort, suivant les lois et ordonnances du pays, et y procéder autant qu'il se pourra en la forme et la manière qui se pratique dans les autres cours souveraines du royaume, se réservant néanmoins S.M. de changer, réformer, amplifier les dites lois et ordonnances, ou d'y déroger, les abolir ou d'en faire des nouvelles et tels règlements statuts et constitutions qu'elle verra être plus utile et avantageuses à son service ou au bien de ses sujets" (extrait de l'édit).
Par une déclaration du 7 décembre 1688 le roi avait uni au Conseil Souverain du Roussillon le consistoire de son Domaine dans cette province. Il s'ensuit que le Conseil Souverain avait deux sortes de fonctions: 1° celle de juger en premier et dernier ressort, ou par appel des juridictions inférieures, de toutes les affaires civiles et criminelles qui y étaient portées; mais aussi 2° de connaître en première instance des affaires concernant le domaine du Roi.   

## Activité de la Cour Souveraine
L'une des premières opérations dont eut à s'occuper le Conseil Souverain du Roussillon fut de procéder par ordre du Roi à l'enregistrement des Constitutions de Catalunya (voir Constitutions catalanes), ce que l'édit désignait comme étant les lois et ordonnances du pays.  
Le 8 février 1700, le Conseil Souverain du Roussillon ordonna que les procès qui étaient commencés devaient être poursuivis selon les formes de l'ordonnance de Saint-Germain-en-Laye promulguée en 1667 par Louis XIV. De fait le droit criminel permit avant le droit civil une intégration rapide de la province au royaume de France. 
Un édit du même mois ordonna que tous les actes, contrats et procédures, soient rédigés en langue française. 
Pour connaître l'activité de la Cour Souveraine en matière pénale il convient de se reporter aux publications spécialisées sur le sujet. 
Citons pour mémoire les articles publiés par Bernard Durand sur la procédure criminelle dont L'arbitraire du juge et droit de la torture: l'exemple du Conseil Souverain du Roussillon (1660-1790) . Parmi la liste des crimes de lèse-majesté dont cette cour souveraine avait à connaître en premier et dernier ressort, figurait  en bonne place la fausse monnaie. 
L'activité en matière civile a, semble-t-il été moins étudiée. Si ce n'est à propos du régime dotal, car il existait en Roussillon comme en Catalogne une longue tradition favorable aux constitutions dotales établis dans des capitols matrimonials conclus préalablement au mariage par actes notariés pour en régler les aspects patrimoniaux.  
Le Conseil Souverain du Roussillon, en tant que juridiction du Domaine, eut à juger divers procès relatifs au franc alleu. Le roi à l'instar de certains seigneurs entendait recouvrer des droits tombés en désuétude. Or les propriétaires de francs alleux assez nombreux en Roussillon entendaient contester le principe de la directe universelle moyen par lequel le souverain cherchait à imposer leurs fonds. 
À la suite d'un édit de Louis XV en 1749, portant suppression du dixième et création du nouvel impôt du vingtième une véritable cabale fut montée contre l'Intendant du Roussillon  Henri Bertin à laquelle prirent part plusieurs magistrats du Conseil Souverain du Roussillon.
Parmi les  arrêts notables de la cour souveraine on retiendra celui du 12 juin 1762 ordonnant l'expulsion des Jésuites. Cette mesure de rigueur s'inscrit dans une série d'autres similaires prises à l'encontre la Compagnie de Jésus dans plusieurs pays européens . Elle suit en effet leur expulsion du Portugal par  Sebastião José de Carvalho e Melo, marquis de Pombal,en 1759. Elle précède celle du royaume d'Espagne en 1767 à l'initiative des ministres Pedro Rodríguez de Campomanes, et Pedro Pablo Abarca de Bolea, comte d'Aranda.
Le 25 octobre 1788 le Conseil Souverain enregistre l'édit qui fixe la date définitive des États-Généraux . 
Le 23 mars 1789, le Conseil Souverain du Roussillon enregistre les lettres patentes du Roi adressées à la Généralité de Perpignan " confirmant les différents titres en vertu desquels les citoyens immatriculés de Perpignan jouissent de la noblesse". Cet arrêt met un terme au conflit qui opposait depuis 1738 les bourgeois honorés de Perpignan à l'ordre de la noblesse de la Province. 
Comme tous les tribunaux d'Ancien Régime, Le Conseil Souverain du Roussillon fut dissout par la loi du 7 septembre 1790. La loi du 27 ventose An VIII en a compris le ressort dans celui de Montpellier.